# 浦臼町
浦臼町（日语：／ Urausu chō */?）為一個位於日本北海道空知綜合振興局中部的城鎮，西部是南北走向的樺戶連山。城鎮中心位於石狩川的右岸，周邊散布著水田。當地以農業為主，生產大米、花卉、甜瓜、馬鈴薯、蘆筍、牡丹蕎麥麵、葡萄等農產品。日本明治維新時代的維新志士坂本龍馬之外甥為此地早期的開墾者之一，而坂本龍馬養子之妻及其子女也在之後移居至此。 
町名「浦臼」源自阿伊努語的「uray-us-nay」（有魚梁的河川）或「uras-nay」（小竹的河川）。

## 歷史
- 1887年： 由樺戶集治監內之犯人開闢了月形至晩生內之間的道路，開始有移民進入此地進行開墾。[5]
- 1899年： 浦臼村從月形村（現在的月形町）分村。
- 1909年4月1日： 成為北海道二級村。
- 1960年9月1日： 改制為浦臼町。

## 經濟
浦臼町曾經是北海道內為數不多的沒有開設便利商店的自治體，2019年6月1日，LWASON的浦臼町店開幕營業。

## 交通

### 鐵路
- 北海道旅客鐵道
  - 札沼線：於札內車站 - 鶴沼車站 - 浦臼車站 - 札的車站- 晩生內車站 （2020年廢除）

|  |  |

### 渡船
- 美浦渡船（航行於石狩川、往來於浦臼町與美唄市之間）

### 道路
| 一般國道 - 國道275號（空知國道） | 道道 - 北海道道278號奈井江浦臼線 - 北海道道603號浦臼停車場線 - 北海道道1159號美唄浦臼線 |

### 巴士
- 北海道中央巴士：
  - 浦臼車站 - 瀧川
- 浦臼町營巴士
  - 浦臼車站 - 奈井江車站
  - 浦臼車站 - 石狩新宮

## 觀光
| - 鶴沼公園 - 美浦渡船 - 浦臼町自然休養村中心 | - 浦臼夏祭 - 酒鄉慶典in 浦臼 - 牡丹蕎麦收穫祭 in 浦臼 |

## 教育
| - 浦臼町立浦臼中學校 | - 浦臼町立浦臼小學校 |

## 姊妹市・友好都市

### 日本
- 本山町（高知縣長岡郡）

## 外部連結
- （日語）浦臼町的教育